# Олександр Федорович Чорторийський
Олександр Федорович Чорторийський (пом. 1571) — руський князь, військовик, урядник Великого Князівства Литовського.

## Життєпис
Син князя, луцького старости Федора Михайловича Чорторийського та його дружини з князів Сангушків. 
Перші відомості — 1527 року брав участь у битві з татарами. Служив у війську до 1542 року, за що отримав повагу короля Сигізмунда І Старого. З 1542 року облишив військову службу, часто фігурував у записах судів, де розглядались майнові справи. 1547 року з братом Іваном закінчили процедуру поділу спадку батька, отримав Чорторийськ, Литовеж. Близько 1554 року став володимирським старостою. Після утворення королем 1566 року з Луцького староства Волинського воєводства 12 вересня 1566 року став його першим воєводою (через заслуги власні, батька).
Підтримував у Великому Князівстві Литовському унійну політику короля. Після приєднання Волині до Корони склав присягу на вірність королю Сигізмунду II Авґусту. Перебував на Люблінському сеймі, 25 травня 1569 року отримав від короля підтвердження привілею короля Владислава III Варненьчика від 1442 року, за яким Чорторийські були родичами Яґеллонів, мали право використовувати герб Погоня. Наприкінці 1569 року написав заповіт, відійшов від політично-громадських справ. Помер на початку 1571 року.

### Сім'я
Дружина — Марія Магдалина (? — після 1570), донька сербського деспота Йована Бранковича та Єлени Якшич, удова князя Івана Вишневецького, шлюб після 1552 року. 
Діти:
- Михайло — житомирський намісник (староста)
- Марина — дружина полоцького та смоленського воєводи Андрія Сапіги[8]; ще дитиною уклав договір з князем Олександром Сангушком-Каширським щодо її одруження з тоді малолітнім сином останнього, 1565 року вимагав від О. Сангушка виконати договір або виплатити неустойку, на що той відповів, що князю Чорторийському варто зачекати закінчення строку, а крім того, його син цієї угоди не укладав.[9]